# 海からきたチフス
『海からきたチフス』（うみからきたチフス）は、畑正憲によるジュブナイルSF小説である。
金の星社のジュブナイルSFシリーズ「少年少女21世紀のSF」の1冊として、1969年（昭和44年）に刊行された。初刊時の題名は『ゼロの怪物ヌル』（ゼロのかいぶつヌル）。1972年に参玄社から再刊された際に『海からきたチフス』と改題された。畑正憲の最初の小説である。

## あらすじ
中学3年生のケンは、父で医者兼動物文学者の芳堂（）、母で同じく動物文学者のトメ子、兄で生化学者の力（）、いとこのとも子とともに、夏休みに大島を訪れた。そこで一家は、東京都水産試験場大島分場の名物男である斎藤から、大島の周辺で起こっている異変のことを効かされる。島の周りの海で貝類が何かに食べられているだけでなく、イボヤギやウミシダ、ヒトデなど、他の動物が食べないような動物まで姿を消している。一方で、海中に見慣れない、何かの卵のような白いかたまりが多数現れるようになった。そのかたまりは、焼いて食べると非常に美味だという。
海中を観察して白いかたまりを採取するため、斎藤や力とともに、島の東側のゴンズイ根にもぐったケンは、肉食であるはずのイシガキフグが海藻であるテングサをかじっているのを目撃する。しかも、そのフグをモリで突いてみると、そのまま溶けるように消え失せてしまった。ケンは、消えたのもさることながら、フグがふくれなかったことに不審をいだく。
力による研究の結果、白いかたまりの大部分は核酸とタンパク質でできており、細胞膜が全く存在しないことが判明する。一方で、動物にしか見られない酵素反応が存在することから、力と芳堂はこの物体に「無細胞動物」という意味を込めて、ドイツ語でゼロを意味する「ヌル」と命名した。
同じころ、大島では発疹チフスとよく似た病気が集団発生しはじめた。この病気は、間もなくチフスではなく細菌性の病気でもないことが判明し、芳堂と力によって「大島熱」と仮に名づけられる。毎朝新聞の取材によって、患者の大半は、島一番の仕出し料理屋「ヤマ長」の料理を食べていたことが判明する。
さらに、島内では立て続けに怪事件が起こりだす。本土から送られてきた非常食が何者かによって盗まれ、島の銀行から大金が盗まれた。さらにケンは島のよろず屋で、異常な量の食料を延々と食べ続ける怪人物を目撃する。ケンが追跡すると、男は服だけを残し、溶けて消えてしまった。
ケンのいとこ、とも子も大島熱に倒れてしまう。とも子を看病していたケンは、彼女が、ケンがいたずらのつもりで料理したヌルを、それと知らずに刺身で食べたことを知り、さらに、彼女の身体から黒い塊が染み出すのを目撃する。
ケンから話を聞いた力は、ヌルの正体を悟る。ヌルは、他の動物の体内に入る（食べられる）とその遺伝子をコピーしてから体外に出て、コピー元そっくりの動物に変化する、という生物だったのである。

## 登場人物
木谷健（きたに けん）
本作の主人公であり語り手。通称ケン。中学3年生。両親の影響で生物に興味を持っている。ヌル出現の前年には、大島で40年ぶりに起こった殺人事件を、父の法医学と兄の生化学と自分の推理学とで解決したという。
木谷力（きたに ちから）
ケンの兄。生化学者。両親の影響で生物学への道を進み、東京大学で分子生物学を学んだ秀才であり、またスポーツマンでもある。父に似て慎重な性格。
木谷芳堂（きたに ほうどう）
ケンの父。動物文学者。「芳堂」は筆名（本名は不明）。元は医者だったが、妻の影響で動物文学者となり病院を辞めた。ただし医者を完全に廃業したわけではなく、大島熱の発生時には自ら志願して治療に加わっている。自信が持てるまで結論や推論は口に出さない慎重な性格。太目。
木谷トメ子（きたに とめこ）
ケンの母。動物文学者。大学で生物学を学んだ秀才であり、多くの野生動物を飼育して多数の本を出版している。カラスの観察記録『ゴン太の記録』はベストセラーとなった。大島では「男まさりのおトメさん」として有名。
田中とも子
ケンの母方のいとこ。中学2年生。木谷一家とともに大島を訪れる。九州在住だが、母親が教育にうるさいため、なまりがなく言葉づかいが丁寧。
斎藤
東京都水産試験場大島分場の名物職員で、貝類の専門家。ベテランのダイバーでもある。巨漢。木谷家と親しい。悪食で有名であり、ヌルを最初に焼いて食べた人物でもある。独身。
中根
大島分場の船を動かすため雇われている。大島の漁師の子。通称ボースン（船長）。
野村
大島警察署長。芳堂の碁ともだち。
杉浦
毎朝新聞の科学記者。通称ウラさん。力とは大学のボート部以来の親友同士。たくましいスポーツマンで、あまり科学記者らしくない。
長谷川甚三（はせがわ じんぞう）
仕出し屋。通称ジンさん。島一番の料理屋「ヤマ長」を経営している。「気短か甚三」の異名を持つ。
ヨシ造
「ヤマ長」の板前。甚三とは30年来の付き合い。自他共に認める正直者かつ律義者。

## ヌル
「ヌル」（null）はドイツ語でゼロの意。無細胞動物という意味のこめられた命名であり、また、漁師たちが、表面がぬるぬるしていることから「ヌル」と呼んでいたことにもかけている。
ヌルは日光が届かず酸素も限られた深海において発達した、食物連鎖の中で捕食されることにより生命（種）の維持を図る、次のような特性をもつコピー生物として設定されている。
主として蛋白質から成り、糖分や脂肪は微量。基礎代謝率は高く、酸素の豊富な地上では極めて大量のエネルギーを必要とする。他の生物に食べられた場合、その生物の遺伝子をコピーして体外に出てくる。一時的ではあるがクローン生物と似ている。
コピー後に水分を補給すると、外観はオリジナルの生物そっくりになるが、細胞膜はもっていない。このため、注射針を射すなどの刺激で元のかたまりに戻る。エネルギーを消費しつくした場合にも、元のかたまりに戻る。知識などオリジナルの生物の後天的な能力もコピーしている。人間のコピーとなったヌルは人語を解し、金の利用価値を知っている。
ヌルを人間が生食した場合、次のような症状があらわれる。
発熱など、発疹チフスに酷似した症状が現れる（『海からきたチフス』はこれに由来する）が、3日程度で熱は下がる（この頃、コピーを終えたヌルが体内から抜け出す）。ヌルが抜け出した後の患者からは、ATPが根こそぎ奪われている。
なお、危険なのは生食した場合であり、熱処理すれば問題はない。
作中では、本来は日本海溝に棲息していた深海生物であり、深海調査船に付着して大島付近に現れたものと推定されている。

## 評価
初代『S-Fマガジン』編集長の福島正実は、初刊時に本作を絶賛し、SF関係の編集者に「この人は児童ものだけを書かしておくのはもったいない」「早く大人もののSFを書いてもらえ」と吹聴して回ったという。福島は、「独創のアイデア」「専門家としての確かさ」「ストーリー・テリングの巧みさ」のみならず、「SFが、本来的に持っている、根強いロマンチシズム」を高く評価している。
また翻訳家・評論家の大森望は、「当時のジュブナイルとしては科学描写がリアルで、わくわくしながら読んだ」と回想しており、のちに改題されたことについて「めちゃくちゃ納得いかなかった」と語っている。

## 書誌
- 『ゼロの怪物ヌル』金の星社〈少年少女21世紀のSF 5〉、1969年。小林与志画。
- 『海からきたチフス』参玄社、1972年。奈良葉二画。
- 『海からきたチフス』角川書店〈角川文庫〉、1973年10月。長新太画、福島正実解説。ISBN 4-04-131903-X
- 『畑正憲作品集 16 ムツ・ゴーロの怪事件 海からきたチフス』文藝春秋、1979年1月。
- 『海からきたチフス』金の星社〈フォア文庫〉、1982年11月。小林与志画。
- 『海からきたチフス』新風舎〈新風舎文庫〉、2004年2月。ISBN 4-7974-9195-7

## 翻訳
- 「来自海洋的怪物 - 奴儒」（応驥訳、当代日本少年文学叢書『科学幻想小説選』遼寧少年児童出版社、1990年8月に所収）ISBN　7-5315-0590-8